# Dishfire
Dishfire (stilizzato DISHFIRE) è un sistema di raccolta dati di sorveglianza globale gestito dagli National Security Agency (Agenzia per la Sicurezza Nazionale) degli Stati Uniti e dal Government Communications Headquarters (Quartier Generale delle Comunicazioni del Governo) del Regno Unito che raccoglie centinaia di milioni di messaggi di testo su base giornaliera da tutto il mondo.
Uno strumento software analitico correlato è conosciuto come "Prefer".

## Galleria d'immagini
- Presentazione di massima riservatezza che include dettagli su Dishfire

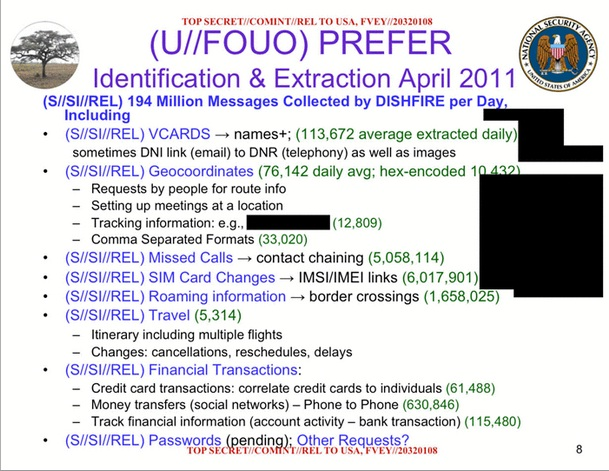
Ogni giorno, circa 200 milioni di messaggi di testo entrano nel sistema
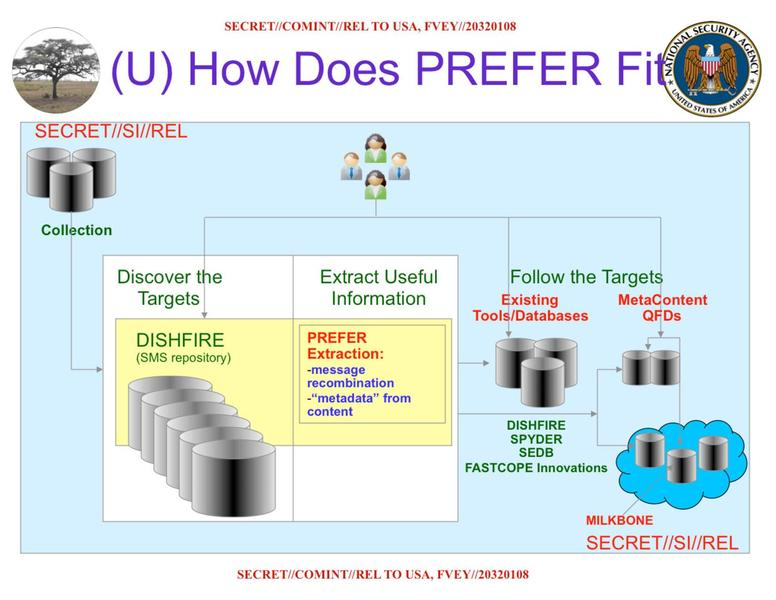
Un diagramma che mostra come i dati nell'archivio di Dishfire vengono elaborati e analizzati